# مهندسی دیوید براون

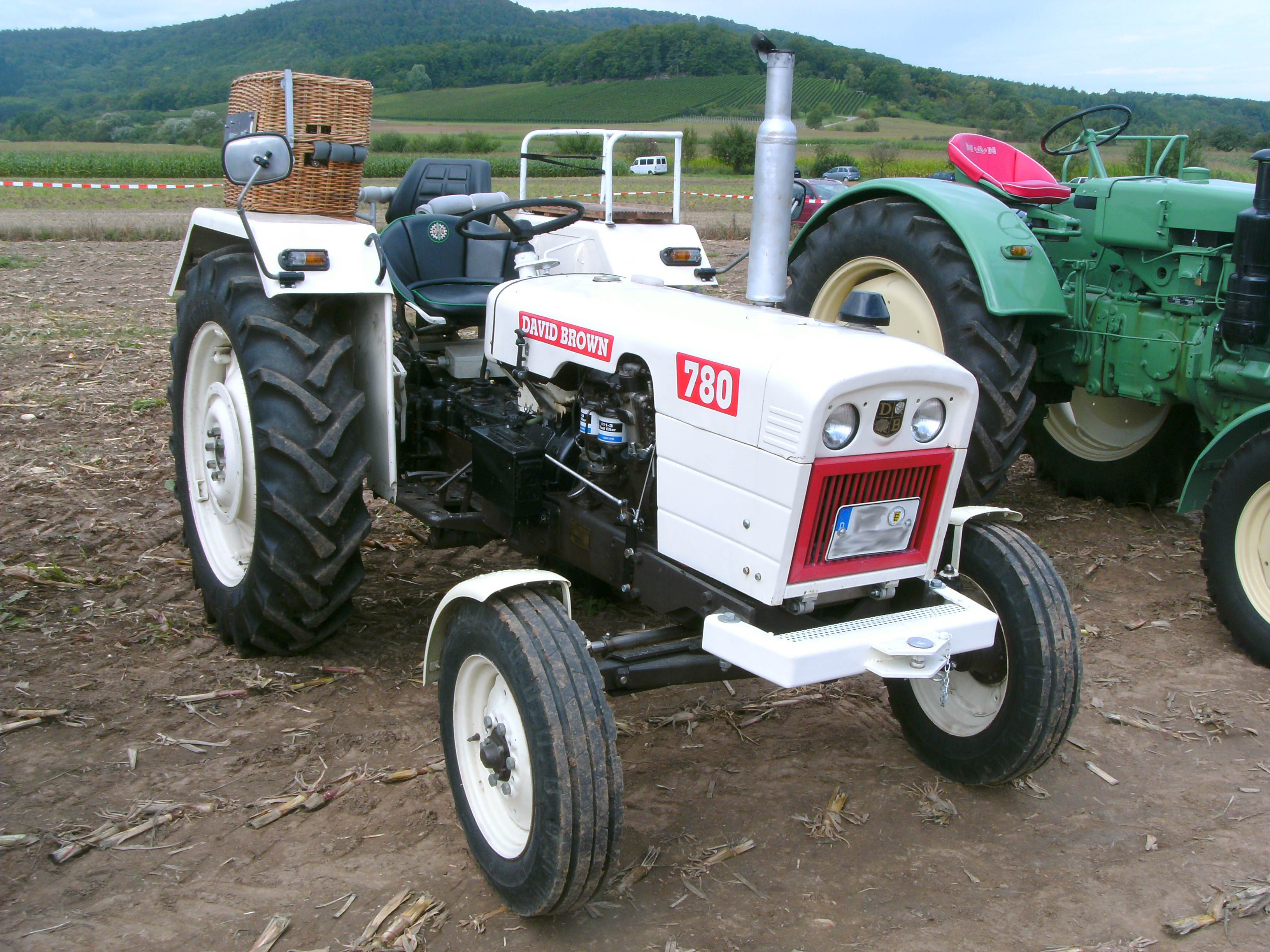
تراکتوری از شرکت «دیوید براون»

مهندسی دیوید براون (انگلیسی: David Brown Ltd.) شرکت مهندسی بریتانیایی است، که در سال ۱۸۶۰ تأسیس شد.